# Jadwiga (cràter)
Jadwiga és un cràter d'impacte en el planeta Venus de 12,7 km de diàmetre. Porta el nom d'un antropònim polonès, i el seu nom va ser aprovat per la Unió Astronòmica Internacional el 1985.